# Cử nhân
Cử nhân (giản thể: 舉人; phồn thể: 举人) là một thuật ngữ trong khoa cử để chỉ những người đủ điều kiện để thi Tiến sĩ thời phong kiến trong lịch sử Việt Nam và Trung Quốc. Từ "Cử nhân" ban đầu mang nghĩa là người được tiến cử, xuất phát từ chế độ tiến cử ở Trung Quốc thời Hán trở về trước.